# Marina Eraković
Marina Eraković (* 6. März 1988 in Split, Jugoslawien) ist eine ehemalige neuseeländische Tennisspielerin.

## Karriere
Eraković, die im Alter von sechs Jahren mit dem Tennissport begann, bevorzugt laut ITF-Profil Hartplätze. Bei den Juniorinnen gewann sie im September 2004 zusammen mit Michaëlla Krajicek das Doppelfinale der US Open und an der Seite von Wiktoryja Asaranka im Januar 2005 auch den Doppeltitel bei den Australian Open.
Ihr bestes Ergebnis in der Einzelkonkurrenz eines Grand-Slam-Turniers stammt aus dem Jahr 2008, als sie in Wimbledon in die dritte Runde einzog, in der sie Tamarine Tanasugarn unterlag. 2011 erreichte sie dort zusammen mit der Thailänderin das Halbfinale der Doppelkonkurrenz, das die beiden gegen Sabine Lisicki und Samantha Stosur in drei Sätzen verloren. Zwischen Juni 2008 und Februar 2010 gewann Eraković mit wechselnden Partnerinnen vier Doppeltitel auf der WTA Tour, 2011 kam in Linz an der Seite von Jelena Wesnina ein weiterer Titel hinzu. 2012 gewann sie mit Heather Watson WTA-Doppeltitel Nummer sechs und sieben, 2014 folgte an der Seite von Arantxa Parra Santonja ihr bislang letzter, der zweite auf Rasen. Auf ITF-Turnieren gewann sie zudem zwölf Einzel- und sechs Doppelkonkurrenzen. Am 7. Mai 2012 erreichte Eraković im Einzel mit Rang 39 der WTA-Weltrangliste ihre persönliche Bestmarke, im Doppel verbesserte sie sich am 24. Juni 2013 auf Platz 25. In Memphis gelang ihr am 23. Februar 2013 ihr bislang einziger WTA-Turniersieg im Einzel, wobei sie allerdings davon profitierte, dass Sabine Lisicki im Endspiel nach dem ersten Satz aufgeben musste. Nach der Saison 2018 beendete sie ihre Karriere.
Von 2004 bis 2014 bestritt Eraković 27 Begegnungen für die neuseeländische Fed-Cup-Mannschaft, in denen sie 26 ihrer insgesamt 38 Partien gewinnen konnte.

## Turniersiege

### Einzel
| Nr. | Datum            | Turnier | Kategorie         | Belag             | Finalgegnerin  | Ergebnis     |
| --- | ---------------- | ------- | ----------------- | ----------------- | -------------- | ------------ |
| 1.  | 23. Februar 2013 | Memphis | WTA International | Hartplatz (Halle) | Sabine Lisicki | 6:1, Aufgabe |

### Doppel
| Nr. | Datum            | Turnier          | Kategorie         | Belag             | Partnerin              | Finalgegnerinnen                       | Ergebnis          |
| --- | ---------------- | ---------------- | ----------------- | ----------------- | ---------------------- | -------------------------------------- | ----------------- |
| 1.  | 21. Juni 2008    | ’s-Hertogenbosch | WTA Tier III      | Rasen             | Michaëlla Krajicek     | Līga Dekmeijere Angelique Kerber       | 6:3, 6:2          |
| 2.  | 4. Oktober 2008  | Tokio            | WTA Tier III      | Hartplatz         | Jill Craybas           | Ayumi Morita Aiko Nakamura             | 4:6, 7:5, [10:6]  |
| 3.  | 26. Oktober 2008 | Luxemburg        | WTA Tier III      | Hartplatz (Halle) | Sorana Cîrstea         | Wera Duschewina Marija Korytzewa       | 2:6, 6:3, [10:8]  |
| 4.  | 14. Februar 2010 | Pattaya          | WTA International | Hartplatz         | Tamarine Tanasugarn    | Anna Tschakwetadse Xenia Perwak        | 7:5, 6:1          |
| 5.  | 16. Oktober 2011 | Linz             | WTA International | Hartplatz (Halle) | Jelena Wesnina         | Julia Görges Anna-Lena Grönefeld       | 7:5, 6:1          |
| 6.  | 15. Juli 2012    | Stanford         | WTA Premier       | Hartplatz         | Heather Watson         | Jarmila Gajdošová Vania King           | 7:5, 7:67         |
| 7.  | 26. August 2012  | Dallas           | WTA International | Hartplatz         | Heather Watson         | Līga Dekmeijere Irina Falconi          | 6:3, 6:0          |
| 8.  | 20. Juni 2014    | ’s-Hertogenbosch | WTA International | Rasen             | Arantxa Parra Santonja | Michaëlla Krajicek Kristina Mladenovic | 0:6, 7:64, [10:8] |

## Abschneiden bei Grand-Slam-Turnieren

### Einzel
| Turnier         | 2005 | 2006 | 2007 | 2008 | 2009 | 2010 | 2011 | 2012 | 2013 | 2014 | 2015 | 2016 | 2017 | Karriere |
| --------------- | ---- | ---- | ---- | ---- | ---- | ---- | ---- | ---- | ---- | ---- | ---- | ---- | ---- | -------- |
| Australian Open | —    | —    | Q2   | Q1   | 2    | 1    | Q2   | 2    | 1    | 2    | 1    | Q1   | 1    | 2        |
| French Open     | —    | Q2   | Q1   | 2    | —    | —    | 1    | 1    | 3    | 2    | 1    | Q1   | 1    | 3        |
| Wimbledon       | —    | —    | Q1   | 3    | —    | Q2   | 2    | 2    | 3    | 1    | 1    | 3    | 1    | 3        |
| US Open         | Q3   | —    | Q3   | 1    | —    | —    | 1    | —    | 1    | 2    | 1    | Q1   | Q1   | 2        |

Zeichenerklärung: S = Turniersieg; F, HF, VF, AF = Einzug ins Finale / Halbfinale / Viertelfinale / Achtelfinale; 1, 2, 3 = Ausscheiden in der 1. / 2. / 3. Hauptrunde; Q1, Q2, Q3 = Ausscheiden in der 1. / 2. / 3. Runde der Qualifikation; n. a. = nicht ausgetragen

### Doppel
| Turnier         | 2008 | 2009 | 2010 | 2011 | 2012 | 2013 | 2014 | 2015 | 2016 | Karriere |
| --------------- | ---- | ---- | ---- | ---- | ---- | ---- | ---- | ---- | ---- | -------- |
| Australian Open | —    | 1    | 1    | 1    | 1    | 1    | 1    | 1    | —    | 1        |
| French Open     | 1    | —    | —    | —    | 2    | VF   | VF   | 1    | —    | VF       |
| Wimbledon       | 1    | —    | 1    | HF   | —    | 2    | 1    | 2    | —    | HF       |
| US Open         | VF   | —    | —    | 1    | 1    | AF   | 2    | —    | 2    | VF       |

### Mixed
| Turnier         | 2013 | 2014 | Karriere |
| --------------- | ---- | ---- | -------- |
| Australian Open | —    | —    | —        |
| French Open     | —    | —    | —        |
| Wimbledon       | 2    | 1    | 2        |
| US Open         | —    | —    | —        |